# Imanência
Imanência (em latim: immanēns; de im-, em, e manēre, habitar, permanecer = "permanecer dentro") é um conceito filosófico e ontológico que significa a presença interior de algo ou uma qualidade como parte de um ser, ou do ser como parte dela, sendo antitético ao conceito de transcendência (significa "ir além", caráter daquilo que transcende, é exterior e superior em relação a essência de algo). Na teologia e metafísica, sustenta que o divino ou Absoluto abrange ou se manifesta no mundo material, e imanentismo é o termo usado para se referir à noção de que Deus ou uma mente ou espírito abstrato pervade o mundo. É sustentado por algumas teorias filosóficas e metafísicas da presença divina e providência. A imanência é geralmente aplicada nas crenças religiosas, seja politeístas ou monoteístas, panteístas, pandeístas ou panenteístas para sugerir que o mundo espiritual permeia o mundano, sendo frequentemente contrastada com as teorias da transcendência divina, nas quais o divino é visto como estando fora do mundo material.
Uma das primeiras distinções filosóficas entre algo cujo ser transcende e aquilo que aparece imanente foi feita por Platão em sua teoria das ideias, na qual separa o Mundo Inteligível das Ideias transcendentes, eternas e imutáveis, e um mundo sensível dos fenômenos transitórios, que são manifestações imanentes das formas transcendentes e delas participam; também está presente no seu conceito de demiurgo e Alma do Mundo, em relação com a Ideia do Bem e do Um. No mundo oriental, os fundamentos de transcendência e imanência foram fortemente marcantes também nas filosofias do hinduísmo, budismo, taoismo e neoconfucionismo - ver Transcendência (religião).
O problema da imanência ou da transcendência de Deus dividiu os filósofos medievais — neoplatônicos, como Agostinho de Hipona, ou aristotélicos, como Alberto Magno e Tomás de Aquino.
Na encíclica Pascendi Dominici Gregis, o papa Pio X criticou o abuso da noção de imanência na filosofia de Baruch Espinoza e Immanuel Kant. Retomando o conceito escolástico de imanência, entendida como a presença do resultado de uma ação na própria ação, Espinoza afirmou que "Deus é causa imanente e não transitiva de todas as coisas", isto é, Deus é causa de todas as coisas que estão nele e nada existe fora dele (Deus sive Natura). Um exemplo notório de imanência sem anular a transcendência divina, em possível panenteísmo, é a frase atribuída a Epimênides de Creta, citada por Paulo de Tarso (Atos 17:28): "Nele vivemos, nos movemos e temos nosso ser".

## Etimologia
O termo imanência compõe-se dos termos latinos in e manere, que, juntos, têm o significado original de "existir ou permanecer no interior".

## Imanência na filosofia
No panteísmo, panenteísmo e no panpsiquismo, o termo "imanência" é entendido como uma força divina ou o ser divino que permeia todas as coisas — ou seja, a divindade estaria inseparavelmente presente em todas as coisas. Nesse sentido, imanência se opõe a transcendência, entendida como a divindade sendo separada ou transcendente ao mundo. As filosofias de Giordano Bruno, Baruch Espinoza e, possivelmente, Hegel foram filosofias de imanência, assim como o estoicismo. Filosofias transcendentes são, por exemplo, tomismo ou a tradição aristotélica. Gilles Deleuze qualifica Espinoza como o "príncipe dos filósofos" por sua teoria de imanência, expressa na Ética e resumida na famosa locução "Deus sive Natura" ("Deus, ou seja a Natureza"): Deus é Natureza, Natureza é Deus. Tal teoria considera que não há transcendência, ou seja, um princípio ou uma causa externa do mundo; o processo da produção da vida está contido na própria vida. Quando combinada com idealismo, a teoria da imanência qualifica-se como "o mundo" que não tem nenhuma causa externa além da mente.
No contexto da teoria de Kant, o conhecimento da imanência significa manter-se nos limites da experiência possível.
O filósofo contemporâneo Gilles Deleuze usou o termo "imanência" para se referir a sua "filosofia empirista", na qual foi obrigado a criar ação, o que resultou algo além do que a transcendência estabelecia. Seu texto final, intitulado Imanência: uma vida..., fala de um plano de imanência. Giorgio Agamben escreve em A comunidade que vem (1993): "Há, de fato, algo que o homem é e tem de ser, mas este algo não é uma essência, não é propriamente uma coisa: é o simples fato da sua própria existência como possibilidade ou potência.

## Imanência na religião
Ao prestar culto, um pesquisador pela imanência se pode achar Deus dentro de si procurando-o. Este conceito é usado frequentemente no hinduísmo para descrever o relacionamento de Brâman, ou Ser Cósmico, no mundo material. (como demonstrado em teísmo monístico). O hinduísmo define Brâman como ambos transcendente e imanente - variando a ênfase destas qualidades de acordo com cada ramo filosóficas dentro desta religião. A imanência é um dos 'cinco conceitos' para os drusos, e é representada pela cor branca. Muitos estudiosos, como Henry David Thoreau, que popularizaram o conceito de imanência, foram influenciados pelo ponto de vista hindu.

### Imanência e Jesus no cristianismo
No cristianismo o Deus transcendente, (que transcende - ultrapassa - as eras do mundo), santo e onipotente, que não pode ser alcançado ou visto, pode ser atingido pela primariedade imanente no Homem-Deus Jesus o Cristo, que é o filho de Deus.
Isto foi expresso na famosa carta de São Paulo aos filipenses, onde ele escreve:
"O qual, subsistindo em forma de Deus, não considerou o ser igual a Deus coisa a que não se devia abrir mão, mas esvaziou-se a si mesmo, tomando a forma de servo, tornando-se semelhante aos homens; e, achado na forma de homem, humilhou-se a si mesmo, sendo obediente até a morte, e morte na estaca."

### Tzimtzumna teoria cabalística
No misticismo judeu,Tzimtzum (צמצום Hebreu: "contração" ou "constrição") refere-se à teoria Cabalística que na criação Deus "contrai" sua essência infinita para permitir um "espaço conceitual" no qual um mundo finito e independente existiria. O conceito de Tzimtzum contém um paradoxo embutido, pois ele exige que Deus seja simultaneamente transcendente e imanente:
- Por um lado, se o "Infinito" não o restringe, então nada poderia existir - tudo deveria estar submerso pela totalidade de Deus. Esta existência requer a transcendência de Deus, como acima.
- Por outro lado, Deus continuamente mantém a sua existência, e isto de fato sem se abster do universo. "A força vital divina que criou todas as criaturas precisa estar constantemente presente dentro dele... esta força vital deve renunciar a qualquer ser criado mesmo que por um breve momento, caso contrario isto reverteria a um estado de inexistência, como antes da criação...".

### Dzogchen
O budismo tântrico e o Dzogchen pressupõem uma base não dual, tanto para a experiência quanto para a realidade, que poderia ser considerada como uma filosofia da imanência cuja história no subcontinente indiano data do início da Era Cristã. Diz-se que uma paradoxal consciência não dual (rigpa em Tibetano; vidya em sânscrito) é o 'estado de autoperfeição' de todos os seres. Estudiosos diferenciam estas tradições do monismo. O não dual não é imanente, nem transcendente, nem ambos. Uma exposição clássica é a Madhyamaka, a refutação dos extremos, proposta por Nagarjuna.
Expoentes dessa tradição não dual enfatizam a importância de uma experiência direta de não dualidade, tanto através da prática de meditação como da investigação filosófica. Em uma versão, o indivíduo mantém-se consciente - enquanto os pensamentos surgem e se dissolvem dentro do 'campo' da mente, sem que sejam aceitos nem rejeitados - e deixa a mente vagar livremente até que uma sutil sensação de imanência aparece. Vipassana ou insight é a integração da 'presença da consciência' com aquilo que surge na mente. A não dualidade ou rigpa é o reconhecimento de que tanto a quietude, o estado de calma permanente, que é encontrado em samatha, como o movimento ou surgimento do fenômeno, encontrado em vipassana, não são separados. Desse modo, pode-se dizer que Dzogchen é um método para o reconhecimento da 'pura imanência' análogo àquele teorizado por Deleuze.